# 라이언 오초아
라이언 오초아(Ryan Ochoa, 1996년 5월 17일 ~ )는 미국의 배우이다.

## 출연 작품
- 델 플라야 - 팀 역
- 바디드